# Charles Pole (Politiker)
Charles Pole (* vor 6. September 1695; † Oktober 1779) war ein britischer Politiker, der einmal als Abgeordneter für das House of Commons gewählt wurde.
Charles Pole wurde am 6. September 1695 als fünfter Sohn von Samuel Pole und dessen Frau Anne getauft. Sein Vater wohnte in Radbourne bei Derby. Spätestens 1740 war Pole als Kaufmann in London für die Africa Corporation tätig, die Handel mit Afrika und Westindien betrieb. Nach dem Tod des Abgeordneten Thomas Salusbury wurde Pole als Vertreter der Africa Corporation mit Unterstützung der Regierung bei einer Nachwahl am 19. März 1756 unangefochten als Abgeordneter für Liverpool gewählt. Aus dieser Zeit sind nur wenige Berichte aus der Arbeit des House of Commons erhalten, doch von Pole sind zwei Reden nachgewiesen. Bei der Unterhauswahl 1761 kandidierten er und Ellis Cunliffe als Kandidaten der Africa Corporation für Liverpool. Pole verlor jedoch die Wahl gegen Sir William Meredith, der seinen Konkurrenten als ehrlichen und untadeligen Mitbewerber lobte. Nach seinem Ausscheiden aus dem House of Commons betätigte sich Pole nicht weiter als Politiker. 1759 war er Beauftragter der Africa Corporation für Liverpool geworden. Von 1767 bis 1768 war er für das Unternehmen wieder in London tätig. Dazu war er 1760 Direktor der Sun Fire Insurance, einer Feuerversicherung geworden. 1773 wurde er Vorsitzender der Versicherung, ehe er 1776 sein Amt niederlegte.
Pole hatte Anne Johnston, die Tochter und Erbin von John Johnston aus Lancashire geheiratet. Mit ihr hatte er einen Sohn und drei Töchter. 